# Olivgrön falsktangara
Olivgrön falsktangara (Orthogonys chloricterus) är en fågel i den nyskapade familjen falsktangaror inom ordningen tättingar.

## Utseende och läte
Olivgrön falsktangara är en stor tangaraliknande fågel med olivgrön ovansida och gulaktig undersida. Både näbb och ögon är mörka. Den korta sången består av ett högljutt "sreee".

## Utbredning och systematik
Fågeln förekommer i skogar på bergstrakter i sydöstra Brasilien (Espírito Santo till Santa Catarina). Den behandlas som monotypisk, det vill säga att den inte delas in i några underarter.

### Släktskap
Arten placeras som enda art i släktet Lamprospiza. Traditionellt har den okontroversiellt placerats i familjen tangaror (Thraupidae). DNA-studier pekar dock på att den tillsammans med släktet Mitrospingus och Lamprospiza melanoleuca utgör en egen utvecklingslinje, systergrupp till både tangaror och kardinaler, och förs allt oftare till den egna familjen Mitrospingidae. Därför har också dessa arter fått nytilldelat svenskt gruppnamn, falsktangaror.

## Levnadssätt
Olivgrön falsktangara hittas i trädtaket i bergsskog och i skogsbryn i kustnära bergstrakter. Arten är mycket social och samlas i grupper med upp till 20 individer. Den besöker ofta matningar.

## Status
Arten har ett stort utbredningsområde, men tros minska i antal, dock inte tillräckligt kraftigt för att den ska betraktas som hotad. Internationella naturvårdsunionen IUCN listar arten som livskraftig (LC).